# Ојнохое
Ојнохое (грч. Οινοχόη) је антички крчаг са тролисним отвором, једна подврста крчага са једном дршком. У почетку је врат био јасно одвојен од рамена, али се временом ова разлика губи. Јавља се током класичног периода грчке керамике, али је коришћен и током Ренесансе и неокласичног периода 18. века.